# Jürgen Beyer (Mediziner)

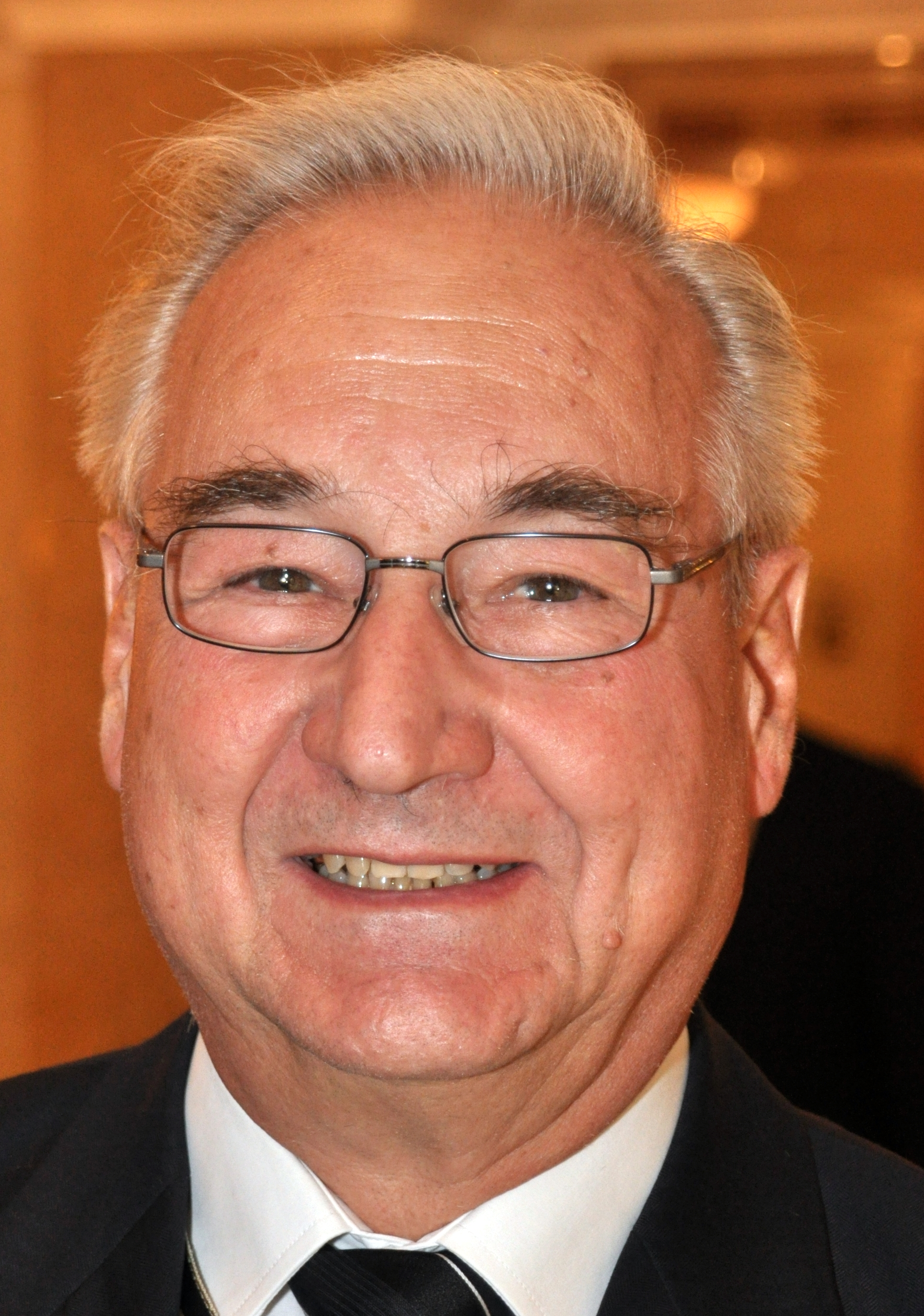
Jürgen Beyer (2011)

Jürgen Beyer (* 14. Juni 1936 in Halle (Saale)) ist ein deutscher Internist.

## Leben
Nach dem Abitur 1954 studierte Beyer Medizin in Frankfurt am Main, wo er auch Mitglied des Corps Austria wurde. Sein Studium beendete er mit dem medizinischen Staatsexamen 1961. 1964 wurde er zum Dr. med. promoviert, 1965 heiratete er die promovierte Karin Stoltz, mit der er drei Kinder bekam. Im Jahr 1970 habilitierte er sich in Frankfurt für das Fach Innere Medizin.
Danach war er von 1971 bis 1974 Stellvertreter des Geschäftsführenden Direktors des Zentrums für Innere Medizin der Johann Wolfgang Goethe-Universität Frankfurt am Main, bevor er 1974 als Leiter der Abteilung für Innere Medizin, Endokrinologie und Stoffwechsel an das Klinikum der Johannes Gutenberg-Universität Mainz wechselte. 1984 und 1985 war er Präsident der Deutschen Diabetes-Gesellschaft.
1994 gründete er die Gesellschaft „Diabetes und Endokrinologie Rheinland Pfalz e. V.“ und war bis 2001 deren Vorsitzender. Gleichzeitig war er von 1995 bis zum Eintritt in den Ruhestand 2001 Direktor der Klinik und Poliklinik für Innere Medizin, Endokrinologie und Stoffwechsel des Klinikums der Johannes Gutenberg-Universität Mainz.

## Auszeichnungen
- 1972: Ferdinand-Bertram-Preis der Deutschen Diabetes-Gesellschaft
- 1972: Preis des Deutschen Diabetikerbundes
- 1982: Honorary Lecturer der Universität Nis
- 1985: Goldene Nadel des Deutschen Diabetikerbundes
- 1996: Bürger Büsing Forschungspreis

## Veröffentlichungen (Auswahl)
- Diuretika. Edition Medizin, Weinheim / Deerfield Beach (Florida) / Basel 1980.
- Therapie des Hyperparathyreoidismus. Schattauer, Stuttgart 1981.
- Fortschritte in Diagnostik und Therapie der endokrinen Ophthalmopathie. pmi-Verlag, Frankfurt am Main 1987.
- Internistische Therapie. 9. Auflage. Urban & Schwarzenberg, München 1992.
- Diagnostische und chirurgische Aspekte bei endokrinen Erkrankungen. Sympomed-Verlag, Taufkirchen 1993.